# Dead Man Talking
Dead Man Talking is een Belgische dramafilm uit 2012 onder regie van Patrick Ridremont, met in de hoofdrollen Ridremont, François Berléand, Virginie Efira en Jean-Luc Couchard.
De film ging in première op het Festival international du film francophone de Namur op 29 september 2012 en werd uitgebracht in de Belgische bioscoopzalen op 3 oktober 2012.

## Verhaal
William Lamers is een 40-jarige onbeduidende crimineel die ter dood is veroordeeld voor moord en geëxecuteerd zal worden.
De executie vindt plaats in een sfeer van algemene onverschilligheid. Noch de familie van William, noch de nabestaanden van zijn slachtoffers hebben de moeite genomen om de executie bij te wonen. Alleen een journalist van een lokale krant is komen opdagen.
Wat echter een formaliteit had moeten zijn, verandert al snel in een nachtmerrie voor gevangenisdirecteur Karl Raven. Wanneer William wordt gevraagd of hij iets wil zeggen voordat hij sterft, begint hij zijn levensverhaal te vertellen: een ongelooflijk, hartverscheurend verhaal.

## Rolverdeling
| Acteur             | Personage         |
| ------------------ | ----------------- |
| Patrick Ridremont  | William Lamers    |
| François Berléand  | Karl Raven        |
| Virginie Efira     | Élisabeth Lacroix |
| Christian Marin    | Georges           |
| Jean-Luc Couchard  | Stieg Brodeck     |
| Olivier Leborgne   | Robert Gayland    |
| Denis Mpunga       | Julius Lopez      |
| Pauline Burlet     | Sarah Raven       |
| Leila Schaus       | Florence          |
| Joffrey Verbruggen | Ruy Blas          |

## Prijzen en nominaties
| Jaar | Prijs         | Categorie                           | Genomineerde                            | Resultaat   |
| ---- | ------------- | ----------------------------------- | --------------------------------------- | ----------- |
| 2013 | Magritte      | Beste film                          | Patrick Ridremont                       | Genomineerd |
| 2013 | Magritte      | Beste regisseur                     | Patrick Ridremont                       | Genomineerd |
| 2013 | Magritte      | Beste scenario of bewerking         | Patrick Ridremont, Jean-Sébastien Lopez | Genomineerd |
| 2013 | Magritte      | Beste acteur in een bijrol          | Jean-Luc Couchard                       | Genomineerd |
| 2013 | Magritte      | Beste acteur in een bijrol          | Denis Mpunga                            | Genomineerd |
| 2013 | Magritte      | Beste jong vrouwelijk talent        | Pauline Burlet                          | Genomineerd |
| 2013 | Magritte      | Beste cinematografie                | Danny Elsen                             | Genomineerd |
| 2013 | Magritte      | Beste decor                         | Alina Santos                            | Gewonnen    |
| 2014 | César         | Beste buitenlandse film             | Patrick Ridremont                       | Genomineerd |
| 2014 | Prix Lumières | Beste buitenlandse Franstalige film | Patrick Ridremont                       | Genomineerd |